# Изнасилование в браке
Изнасилование в браке — принуждение одним супругом другого к совершению полового акта. С середины 1970-х гг. в некоторых странах признаётся судами уголовно наказуемым деянием. Изнасилование в браке также известно под названием супружеское изнасилование, в котором преступником является супруг (супруга) жертвы, и оно не является сексом по обоюдному согласию. Как таковое, оно является одной из форм домашнего насилия или сексуального злоупотребления. Ранее игнорируемое законом, изнасилование в браке в настоящее время возбраняется международными конвенциями, и виновники усиленно призываются к уголовной ответственности. Тем не менее, во многих странах изнасилование в браке либо остается законным, либо незаконным, но зачастую рассматривается чаще как прерогатива мужа.

## Восприятие
Некоторые страны Восточной Европы и Скандинавии объявили изнасилование в браке незаконным до 1970 года, но большинство стран Западной Европы и англоговорящего мира признали его преступлением гораздо позже, в основном в 1980-х и 1990-х годах. В развивающихся странах это произошло ещё позже, в 1990-х и 2000-х. К 2006 году изнасилование в браке являлось уголовно наказуемым по крайней мере в 104 странах, но с того момента это число увеличилось.
Литература, подробно изучающая данный вопрос, особенно его охват и эффект, распространяется дальше обычного использования термина «супружеское изнасилование» и включает в себя также случаи с разведёнными бывшими супругами и даже не состоящими в браке сожителями. Действующие законы государства, однако, часто относят изнасилование экс-супругами или сожителями к отличающимся от изнасилования в браке, и, следовательно, юридически оно эквивалентно изнасилованию незнакомцем.

## Полемика
В истории уголовного права спорным являлся вопрос о возможности изнасилования собственной жены (реже мужа). Так, И. Я. Фойницкий в 1916 году писал, что изнасилована не может быть жена, и даже просто женщина, с которой виновное лицо состоит в длительной связи; по его мнению, ответственность в данном случае может наступать за применение насилия само по себе, но не за изнасилование. А. В. Лохвицкий обосновывает данную позицию тем, что «если бы жена и сопротивлялась его [мужа] желанию и он употребил насилие для удовлетворения, он всё-таки не может быть наказан как изнасилователь на том основании, что совокупление есть конечная цель брака, и женщина, вступая в супружество, тем самым отрекается в отношении мужа от права  [половой] неприкосновенности». С данным высказыванием солидаризуются и некоторые современные учёные (правда, признавая право женщины на несогласие с необходимостью выполнять извращённые половые потребности, а также учитывая возможность фактического прекращения брачных отношений).
Большая часть юристов в СССР и России придерживалась и придерживается противоположной точки зрения. Возможность изнасилования жены обосновывается тем, что брачный союз, хотя и предполагает наличие «супружеского долга», под которым понимаются обещания взаимной физической близости, является равноправным, не допускающим принуждения со стороны одного из субъектов. Ни закон, ни современная общественная мораль не связывают вступление в брак с отказом от права на половую свободу, не признают обязанности женщины в любой удобный для мужа момент удовлетворять его половую потребность. Напротив, брачные отношения связываются с взаимным уважением потребностей и чувств друг друга, так что муж должен согласовывать свои потребности и желания с потребностями и желаниями жены.
Имеет специфику уголовно-правовая оценка полового сношения, осуществляемого постоянным половым партнёром в отношении женщины, находящейся в беспомощном состоянии вследствие опьянения. Указывается, что, как правило, в такой ситуации у мужчины обычно (если ему не известно обратное) имеются все основания предполагать наличие согласия на вступление в половые отношения. Ввиду этого в литературе предлагается не квалифицировать данное деяние как изнасилование, если потерпевшая заранее не высказала нежелание на вступление в такой половой контакт.

## Примечание
1. ↑  Англо-русский лингвострановедческий словарь «Американа-II». Под ред. доктора филологических наук, профессора Г. В. Чернова.
2. ↑  Ending Violence Against Women: From Words to Action Архивная копия от 18 января 2016 на Wayback Machine. Study of the Secretary-General. United Nations. c. 113.
3. ↑  The Sex Right: A Legal History of the Marital Rape Exemption — Ryan — 2006 — Law & Social Inquiry — Wiley Online Library (недоступная ссылка)
4. ↑  Фойницкий И. Я. Курс уголовного права. Часть особенная. — Петроград, 1916. — С. 142.
5. ↑  Красиков А. Н. Уголовно-правовая охрана прав и свобод человека в России. — Саратов, 1996. — С. 135.
6. ↑  Полный курс уголовного права: в 5 т. / под ред. А. И. Коробеева. — СПб.: Юридический центр Пресс, 2008. — Т. II. Преступления против личности. — С. 498. — 682 с. — 2000 экз. — ISBN 978-5-94201-543-5.
7. ↑  Полный курс уголовного права: в 5 т. / под ред. А. И. Коробеева. — СПб.: Юридический центр Пресс, 2008. — Т. II. Преступления против личности. — С. 499. — 682 с. — 2000 экз. — ISBN 978-5-94201-543-5.